# Sten Wickman
Sten Edvard Henrik Wickman, född 5 september 1890 i Sunne, död 9 juli 1941 i Strängnäs landsförsamling, var en svensk psykiater.
Efter studentexamen i Jönköping 1909 blev Wickman medicine kandidat 1915 och medicine licentiat 1926 i Uppsala. Han var extra läkare vid Vadstena hospital 1922 och dito vid Västerviks hospital 1923. Han t.f. provinsialläkare i Sollefteå distrikt 1924, dito i Njutångers och Bergsjö distrikt kortare tider 1925, t.f. provinsialläkare i Sundsvalls distrikt 1927, dito i Orsa distrikt 1927 och 1927–28 samt i Sundsvalls, Mörsils, Unnaryds och Söderåkra distrikt kortare tider 1927. Han var t.f. förste stadsläkare i Sundsvall kortare tider 1928 och 1929, t.f. provinsialläkare Sundsvalls, Nederkalix, Fjällbacka, Orsa och andra distrikt kortare tider 1928–30. Han var e.o. hospitalsläkare av andra klass i Växjö 1931, extra läkare vid Sankt Sigfrids (i Växjö) och Salberga sjukhus (i Sala) 1932, assistentläkare vid Växjö lasarett 1932, andre läkare vid Sankt Sigfrids sjukhus 1932–35 och förste läkare vid Sundby sjukhus i Strängnäs från 1935.